# Когимэ
Когимэ — племенная группа юкагиров, использовавшая таёжный диалект юкагирского языка, жившая в верхнем течении Колымы. Когимэ в юкагирском языке означает Ворон, значит когимэ — род Великого Ворона. Современные верхнеколымские юкагиры преимущественно являются потомками этой племенной группы. Делилась на три рода: Чахаданджи (или люди с р. Ясачной), они же род зайца Чолгоро, Хорходонджи (или люди с р. Коркодон), они же нартенный род Меджи, Ньятбенджи (или люди с р. Поповка), они же рыбий род — Ами.